# Breggia
Breggia är en kommun  i distriktet Mendrisio i kantonen Ticino, Schweiz. Kommunen har 1 936 invånare (2023).
Kommunen består av byarna Bruzella, Cabbio, Caneggio, Morbio Superiore, Muggio, Roncapiano, Sagno och Scudellate.
Breggia bildades 25 oktober 2009 genom en sammanslagning av kommunerna Bruzella, Cabbio, Caneggio, Morbio Superiore, Muggio och Sagno. Den gränsar i norr och öster till Italien. Namnet kommer från vattendraget Breggia som flyter genom kommunen.   